# Момотаро арена
Момотаро арена (јап. 岡山県総合グラウンド体育館) је вишенаменска дворана у Окајами, Јапан. Дворана је отворена 2005. године. Број седећих места је 11.000.
У дворани се најчешће одржавају спортски догађаји и концерти. 
У овој дворани су 2007. године игране неке од утакмица светског купа у одбојци, а у новембру 2011. године неке од утакмица светског купа у одбојци за жене.